# Paruline à sourcils dorés
Basileuterus belli
Espèce
Répartition géographique
Statut de conservation UICN

 LC  : Préoccupation mineure
La paruline à sourcils dorés (Basileuterus belli) est une espèce de passereaux appartenant à la famille des Parulidae.

## Distribution
La paruline à sourcils dorés se trouve en Amérique centrale, du Mexique au Honduras.

## Habitat
Cette paruline habite les forêts montagneuses humides composées de chênes et de pins et les forêts de nuage pourvues d'un sous-bois dense entre 1 200 m et 3 500 m d'altitude.